# Christian E. Christiansen
Christian E. Christiansen (Kalundborg, 14 de dezembro de 1972) é um cineasta dinamarquês. Como reconhecimento, foi nomeado ao Oscar 2008 na categoria de Melhor Curta-metragem por At Night.